# 대한민국 제22대 국회의원 선거 더불어민주연합 후보 목록
다음은 대한민국 제22대 국회의원 선거에 출마하는 더불어민주연합의 후보 목록이다.
더불어민주연합은 더불어민주당 주도의 비례연합정당이며 이에 지역구 후보는 내지 않는다. 새진보연합과 진보당 역시 더불어민주연합에서 비례대표 후보를 내기로 결정했다. 이외에 연합정치시민회의에서도 비례대표 후보를 더불어민주연합에 내기로 결정했다. 2024년 3월 17일 비례대표 선거 출마 후보자 30명의 순번을 결정하여 발표했다.

## 비례대표
| 순번 | 성명   | 경력                                 | 추천         |
| ---- | ------ | ------------------------------------ | ------------ |
| 1    | 서미화 | 국가인권위원회 비상임위원            | 시민사회     |
| 2    | 위성락 | 제11대 주러시아 대사                 | 더불어민주당 |
| 3    | 백승아 | 교사노동조합연맹 사무처장            | 더불어민주당 |
| 4    | 임광현 | 제28대 국세청 차장                   | 더불어민주당 |
| 5    | 정혜경 | 진보당 경상남도당 부위원장           | 진보당       |
| 6    | 용혜인 | 제21대 국회의원                      | 새진보연합   |
| 7    | 오세희 | 소상공인연합회 회장                  | 더불어민주당 |
| 8    | 박홍배 | 더불어민주당 최고위원                | 더불어민주당 |
| 9    | 강유정 | 강남대학교 한영문화콘텐츠전공 교수   | 더불어민주당 |
| 10   | 한창민 | 사회민주당 공동대표                  | 새진보연합   |
| 11   | 전종덕 | 전국민주노동조합총연맹 사무총장      | 진보당       |
| 12   | 김윤   | 서울대학교 의과대학 예방의학과 교수  | 시민사회     |
| 13   | 임미애 | 제11대 경상북도의회 의원             | 더불어민주당 |
| 14   | 정을호 | 더불어민주당 총무조정국장            | 더불어민주당 |
| 15   | 손솔   | 이화여자대학교 총학생회장            | 진보당       |
| 16   | 최혁진 | 문재인 정부 초대 사회적경제비서관    | 새진보연합   |
| 17   | 이주희 | 법무법인 다산 변호사                 | 시민사회     |
| 18   | 김준환 | 국가정보원 제2차장                   | 더불어민주당 |
| 19   | 고재순 | 노무현재단 사무총장                  | 더불어민주당 |
| 20   | 김영훈 | 전국민주노동조합총연맹 위원장        | 시민사회     |
| 21   | 곽은미 | 더불어민주당 국제국장                | 더불어민주당 |
| 22   | 조원희 | 더불어민주당 경상북도당 농어민위원장 | 더불어민주당 |
| 23   | 백혜숙 | 에코십일 대표                        | 더불어민주당 |
| 24   | 서승만 | 코미디언. 유튜버                     | 더불어민주당 |
| 25   | 전예현 | 제4대 한국여성수련원 원장            | 더불어민주당 |
| 26   | 서재헌 | 더불어민주당 대구광역시당 청년위원장 | 더불어민주당 |
| 27   | 허소영 | 제10대 강원도의회 의원               | 더불어민주당 |
| 28   | 최영승 | 대한법무사협회 회장                  | 더불어민주당 |
| 29   | 강경윤 | 더불어민주당 여성국장                | 더불어민주당 |
| 30   | 송창욱 | 문재인 정부 제도개혁비서관           | 더불어민주당 |